# Lhûn
De Lhûn (of Lune) is een fictieve rivier uit J.R.R. Tolkiens boek In de ban van de ring.
De rivier ontspringt in het noordwesten van Eriador in Midden-aarde, en loopt van daar naar de Golf van Lhûn, die op zijn beurt weer uitmondt in Belegaer, de zee. De Lhûn is ontstaan nadat Beleriand onder de golven zonk aan het einde van de Eerste Era en de Ered Luin werden doorbroken.
De rivier heeft drie naamloze zijtakken, twee daarvan ontspringen in de Ered Luin en één bij Emyn Uial, nabij Annúminas, de hoofdstad van Arnor.
Zie ook: Lijst van koningen van Arnor · Lijst van koningen van Arthedain · Lijst van hoofden van de Dúnedain
Adorn · Anduin (de Grote Rivier) · Angren (Isen) · Baranduin (Brandewijn) · Betoverde Rivier · Bruinen (Luidwater) · Carnen (Roodwater) · Celduin (Running) · Celebrant (Zilverlei) · Celos · Ciril · Deemril · Dieptestroom · Erui · Gilrain · Glanduin (Grensrivier) · Glanhir (Meringstroom) · Gwathló (Grauwel) · Harnen (Zuiderrivier) · Lefnui · Lhûn (Lune) · Limlicht · Mitheithel (Grijsvloed) · Morgulduin · Morthond · Nimrodel · Ninglor (Lis) · Onodló (Entwas) · Poros · Rhimdath · Ringló · Serni · Sirith · Sirannon (Poortstroom) · Sneeuwborn · Het Water · Wilgewinde · Woudrivier